# СР-2
СР.2 «Вереск» («специальная разработка 2») — российский пистолет-пулемёт, предназначенный для поражения в ближнем бою (на дистанции до 200 м) живой силы противника, использующей индивидуальные средства бронезащиты.

## История
Разработка нового пистолета-пулемёта под патрон повышенной действенности 9×21 мм обр. 1993 г. была начата в середине 1990-х годов по заказу ФСК на Климовском ЦНИИточмаш. Новый образец был представлен в 1999 году под условным обозначением СР-2. Вместе с пистолетом СР-1 «Гюрза», патронами СП-10 и СП-11 и единым коллиматорным прицелом «КП СР-2» этот пистолет-пулемёт является частью стрелкового комплекса повышенной эффективности, предназначенного для спецподразделений.
«Вереск» изначально создавался как оружие, способное поражать противника в индивидуальных средствах бронезащиты второго класса и небронированную технику на расстоянии до 200 м. Такими требованиями и обуславливается выбор боеприпаса. СР-2 обеспечивает 100 % пробитие 4-мм стального листа на дистанции 100 м.

## Конструкция
«Вереск» имеет откидной металлический приклад, складывающийся вперёд-вверх и необычную для пистолетов-пулемётов систему работы автоматики на основе газоотводного двигателя и поворотного затвора, более свойственную для автоматов. Такой выбор обусловлен мощностью нового боеприпаса. Механизмы такой автоматики с жёстким запиранием канала ствола надёжно действуют в затруднённых условиях (пыль, грязь, песок и т. п.) при температурах от −50 °С до +50 °С. Запирание канала ствола осуществляется боевыми упорами продольно скользящего проворачивающегося затвора вокруг своей оси. Предохранитель и переводчик огня флажкового типа. На пистолет-пулемёт может устанавливаться глушитель ГЗВ-СР2.
УСМ ударникового типа, обеспечивает ведение одиночной и автоматической стрельбы.
Первоначально планировалось использование только механического прицела, состоящего из регулируемой мушки и перекидного диоптрического целика на дальности 100 (открытый с полукруглой прорезью) и 200 (диоптрический) метров. Позже по требованию заказчика установили коллиматорный прицел КП-СР2, который используется как дополнительный. Однако после испытаний коллиматорный прицел было решено использовать как основной, так как его использование значительно улучшало меткость стрельбы и скорость прицеливания. Механический прицел был изменён. В модификации СР-2М вместо двух целиков остался один, дальность до цели учитывается выносом точки прицеливания по высоте, такой способ не вызывает затруднений у подготовленных стрелков.
Магазин коробчатый с двухрядным расположением 20 или 30 патронов. Размещается в пистолетной рукоятке. Двусторонняя защёлка магазина расположена на передней части пистолетной рукоятки. «Подпружиненный» магазин при нажатии на защёлку самостоятельно «выбрасывается» из полости рукоятки.

## Достоинства и недостатки

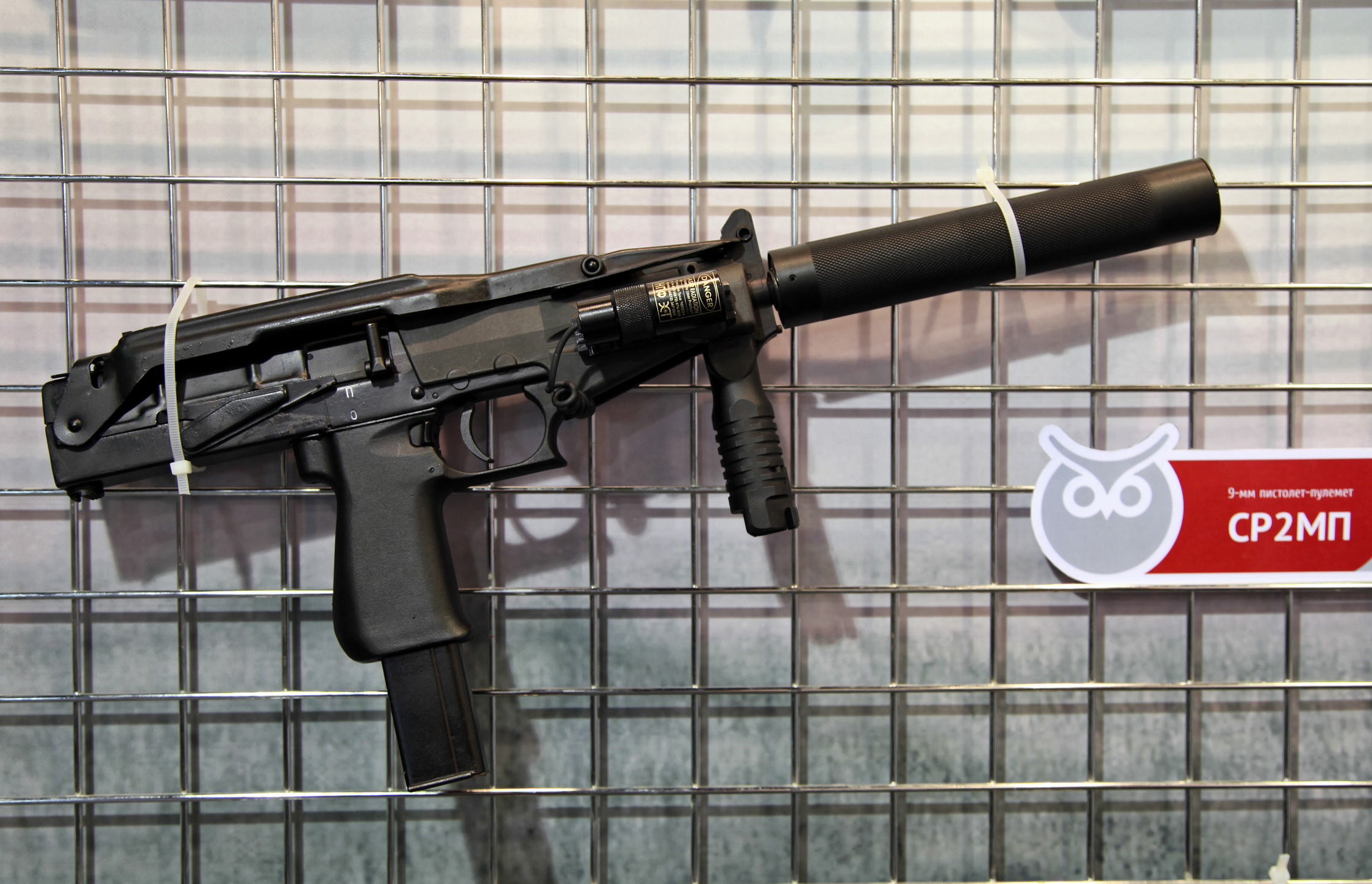
СР-2МП на выставке «Технологии в машиностроении» 2012.

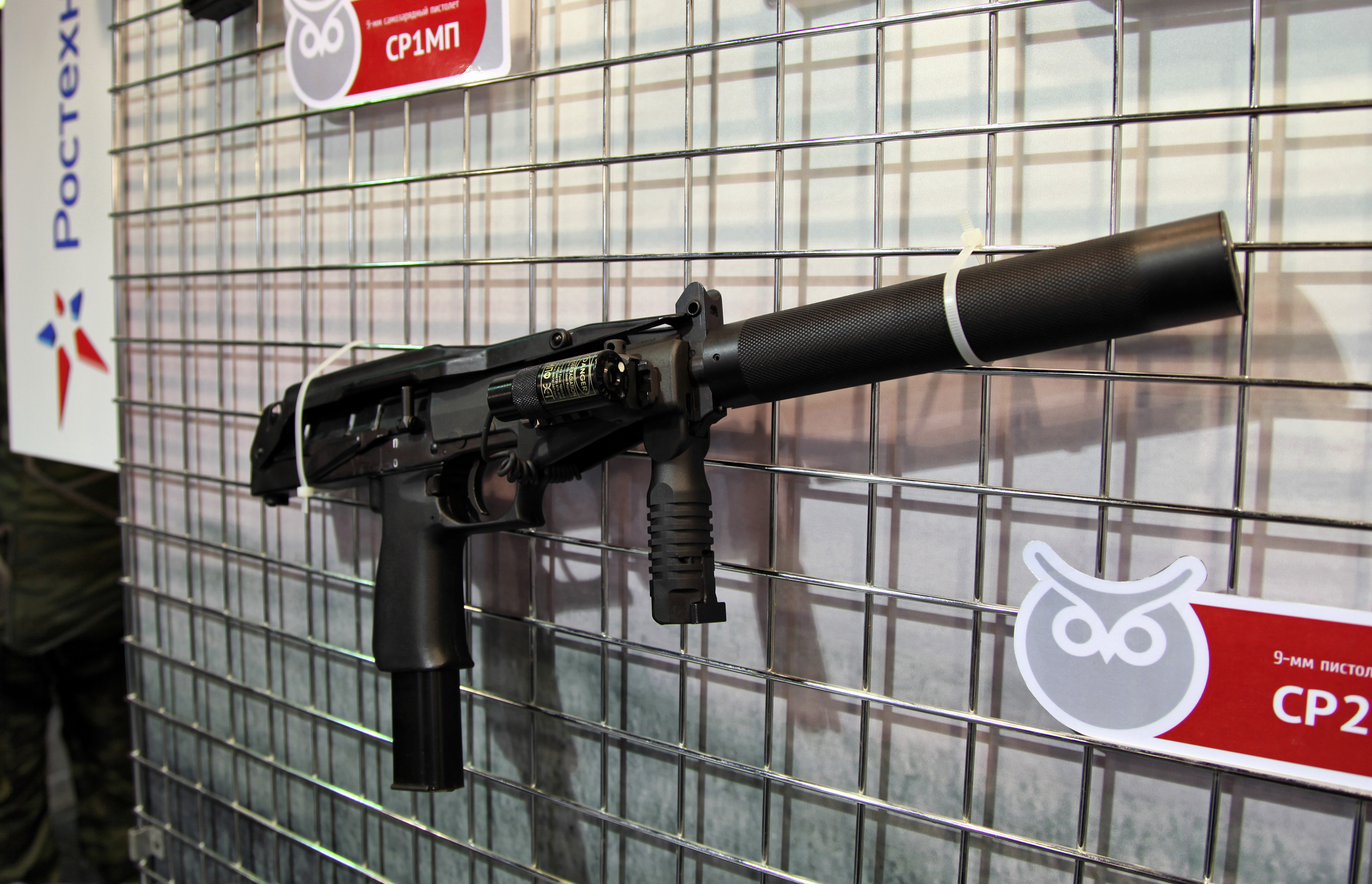

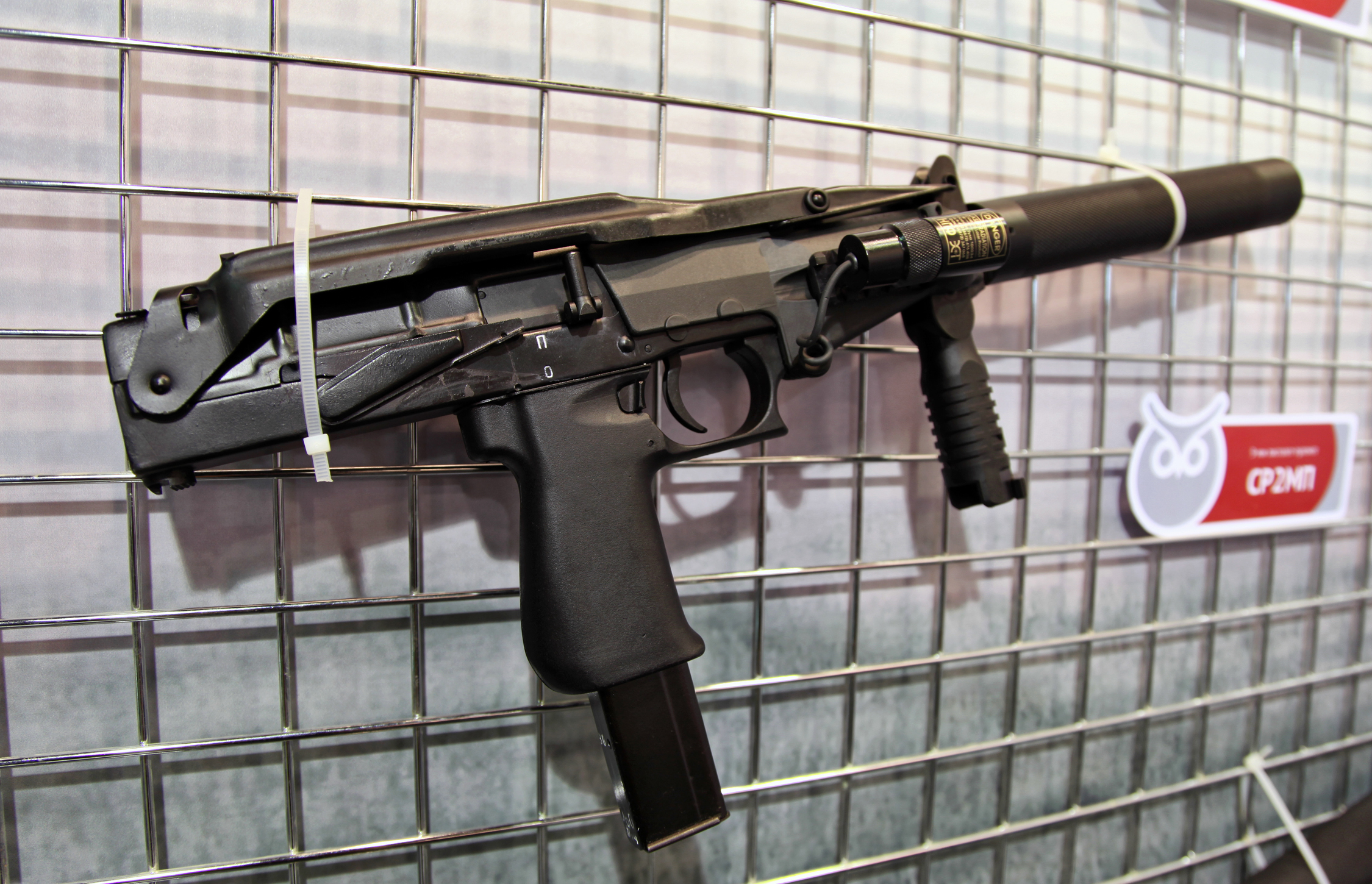

### Достоинства
Главным достоинством СР-2 является высокая огневая мощь, высокая кучность стрельбы и поражающее действие пули на ближних дистанциях, что делает весьма привлекательным это оружие для различных категорий армейских специалистов для самообороны. СР-2 отвечает требованиям, предъявляемым на Западе к оружию класса PDW.

### Недостатки
В варианте СР-2 (в настоящее время не выпускается):
Низкое качество серийных образцов, «сырая» конструкция, не взаимозаменяемые магазины и постоянные мелкие неисправности оружия вызвали многочисленные нарекания пользователей, отмечающих при этом высокую мощность огня из ПП и его потенциальную перспективность при доведении до должного уровня надёжности (большинство недостатков исправлено в СР-2М).

## Состав, разборка и комплектация

### ПП СР-2 состоит из
1. Коробки автоматики со стволом и прикладом.
2. Затвора.
3. Затворной рамы.
4. Магазина.
5. Упора и направляющей с боевой пружиной.
6. Возвратного механизма.
7. Трубки.
8. Ударника.
9. Цевья.
10. Упора переднего.
11. Надульника.
12. Спускового механизма.
13. Коллиматорного прицела.[3]

### Неполная разборка
1. Отделить магазин.
2. Проверить, нет ли патрона в патроннике.
3. Перевести приклад в боевое положение.
4. Открыть крышку коробки автоматики.
5. Отделить возвратный механизм.
6. Отделить направляющую с боевой пружиной.
7. Отделить ударник.
8. Отделить затворную раму с затвором и отделить затвор от затворной рамы.
9. Отделить цевьё.

### Комплектация

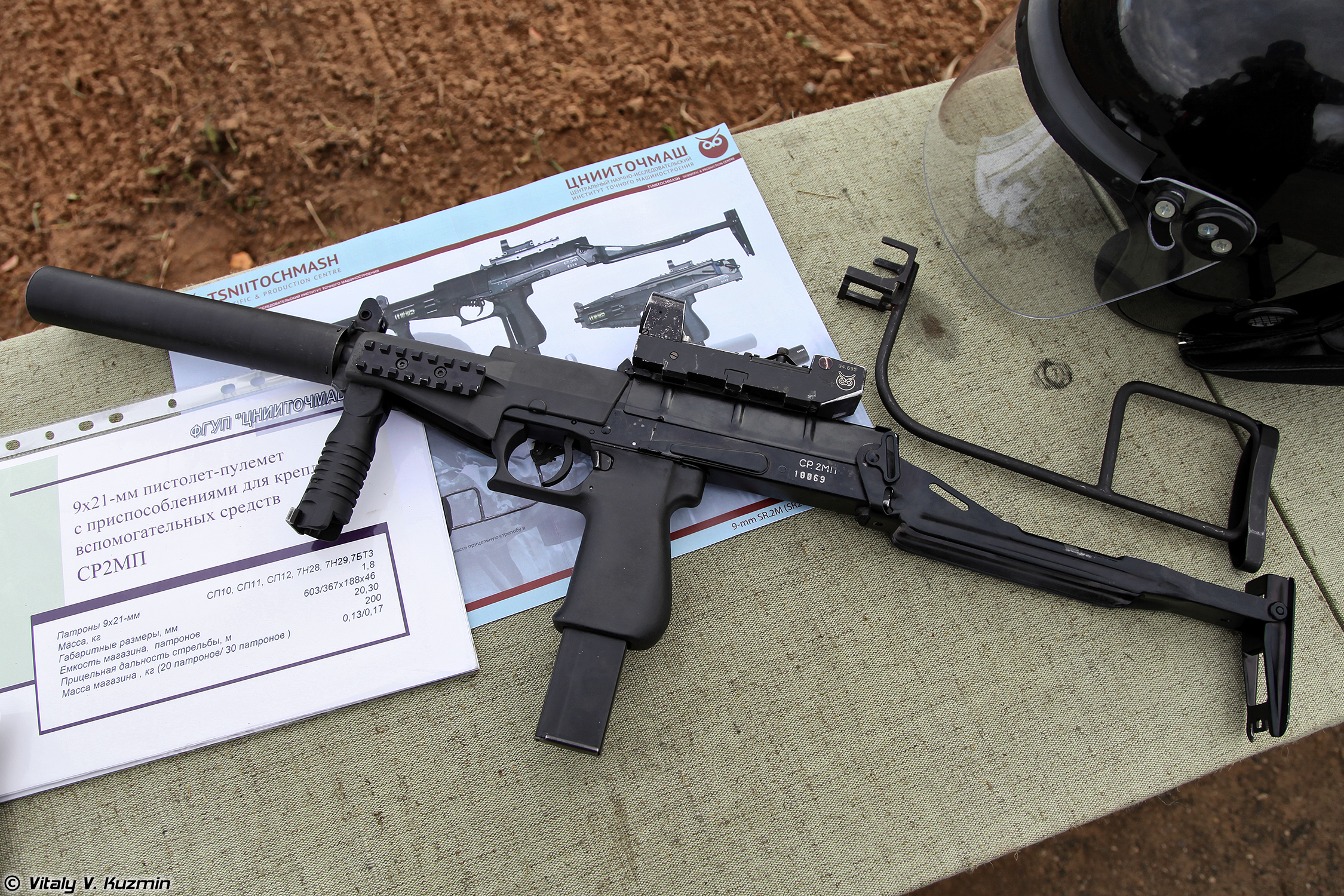

- Подвес. Служит для скрытого ношения ПП и состоит из подсумка для запасного магазина, подвеса плечевого и кобуры.
- Ремень. Предназначен для открытого ношения ПП, крепится к пистолету-пулемёту с помощью петли и карабина. Регулируется по длине.
- Маслёнка.
- Шомпол. Предназначен для чистки и смазки канала ствола и других каналов и пазов деталей оружия. Имеет резьбу для присоединения протирки и ёршика.
- Принадлежность. Служит для разборки ПП, его чистки и смазки. В её состав входят протирка, ёршик, отвёртка, выколотка, пенал.
- Сумка. Предназначена для переноски запасных магазинов, маслёнки, пенала с принадлежностью и шомпола.
- Чехол. Предназначен для укладки ПП при транспортировке.

## Боеприпасы
Вереск рассчитан на использование различных патронов калибра 9×21 мм:
- СП10 — со стальным сердечником повышенной бронепробиваемости;
- СП11 — с пулей со свинцовым сердечником;
- СП12 — с экспансивной пулей, обеспечивающей повышенное останавливающее действие;
- СП13 — с трассирующей пулей.

По оценкам специалистов, поражающее действие пуль патронов СП-10 и СП-11 в 2 раза выше, чем у 9×18 мм ПМ, а также в 1,5 раза выше чем у 9×19 мм.

## Модификации
- СР-2 «Вереск» — первый образец, в настоящее время не выпускается
- СР-2М «Вереск» — модернизированный образец:[4]

— На цевье вместо жёсткого упора появилась складывающаяся передняя рукоятка, повышающая управляемость оружия и кучность стрельбы (в сложенном положении рукоятка становится частью цевья).

— Несколько изменён флажок предохранителя.

— Иное дульное устройство — теперь это не дульный тормоз-компенсатор, а надульник-упор, защищающий кисть стрелка от смещения вперёд и ожогов пороховыми газами.
- СР-2МП «Вереск» — усовершенствованный вариант СР-2М «Вереск» с планками Пикатинни на крышке ствольной коробки, цевье. Также теперь имеется возможность установки глушителя и приклада изменённой формы.

## Страны-эксплуатанты
- Россия — пистолет-пулемёт «Вереск» принят на вооружение ФСБ (в частности, отряда «Вымпел») и ФСО России, а также некоторых спецподразделениях МВД РФ (в частности, московского ОМОН[5]).

## Изображения

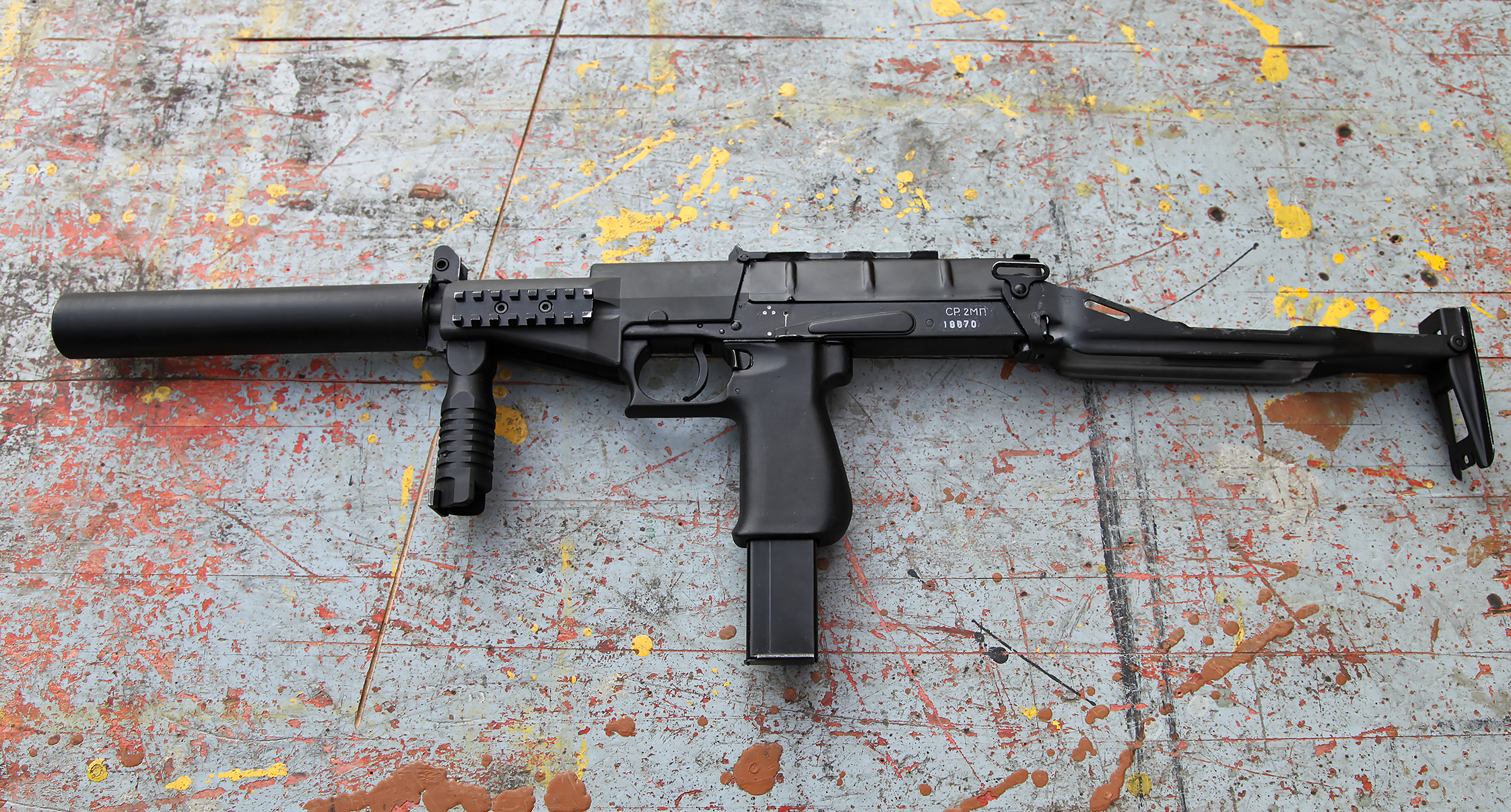
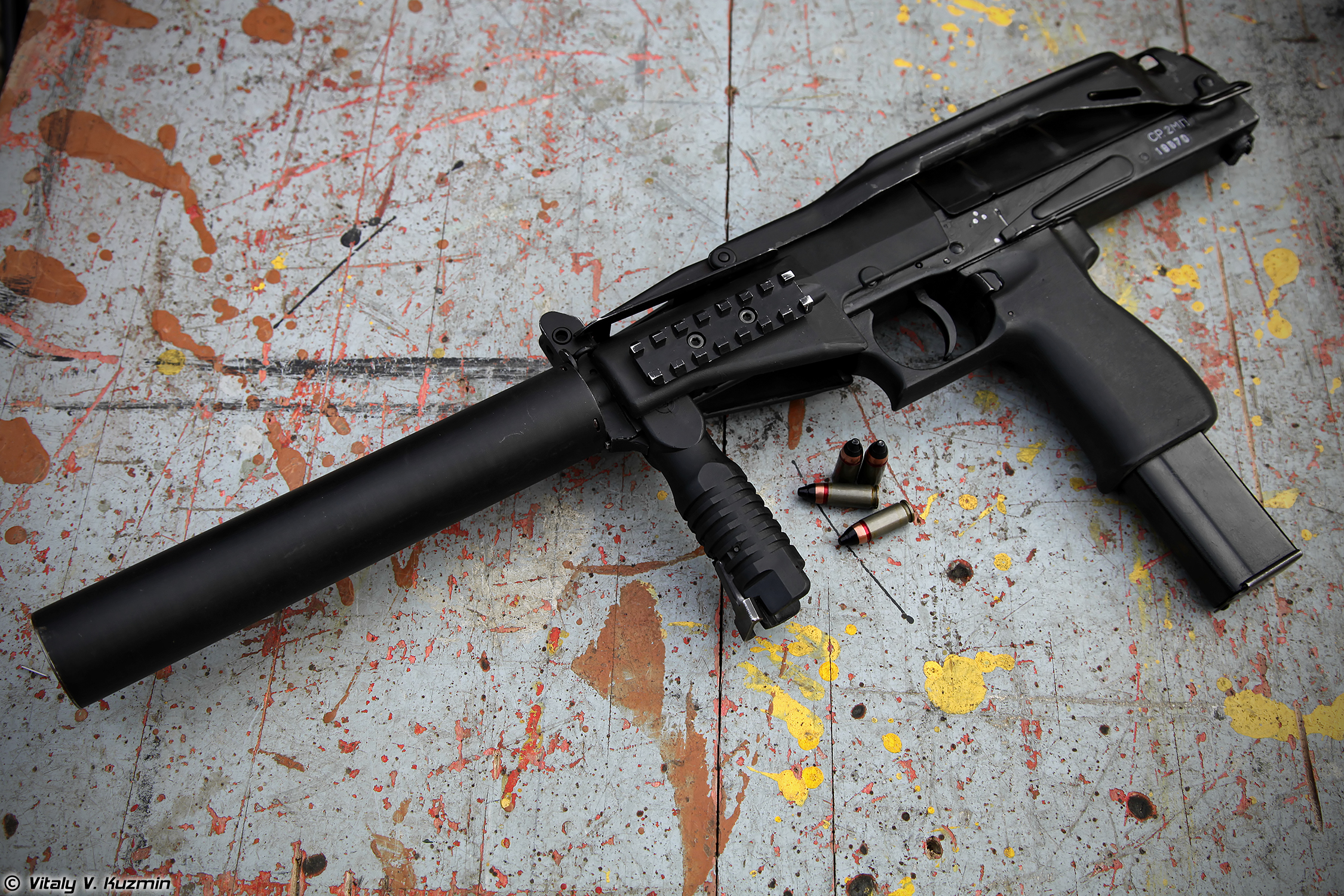
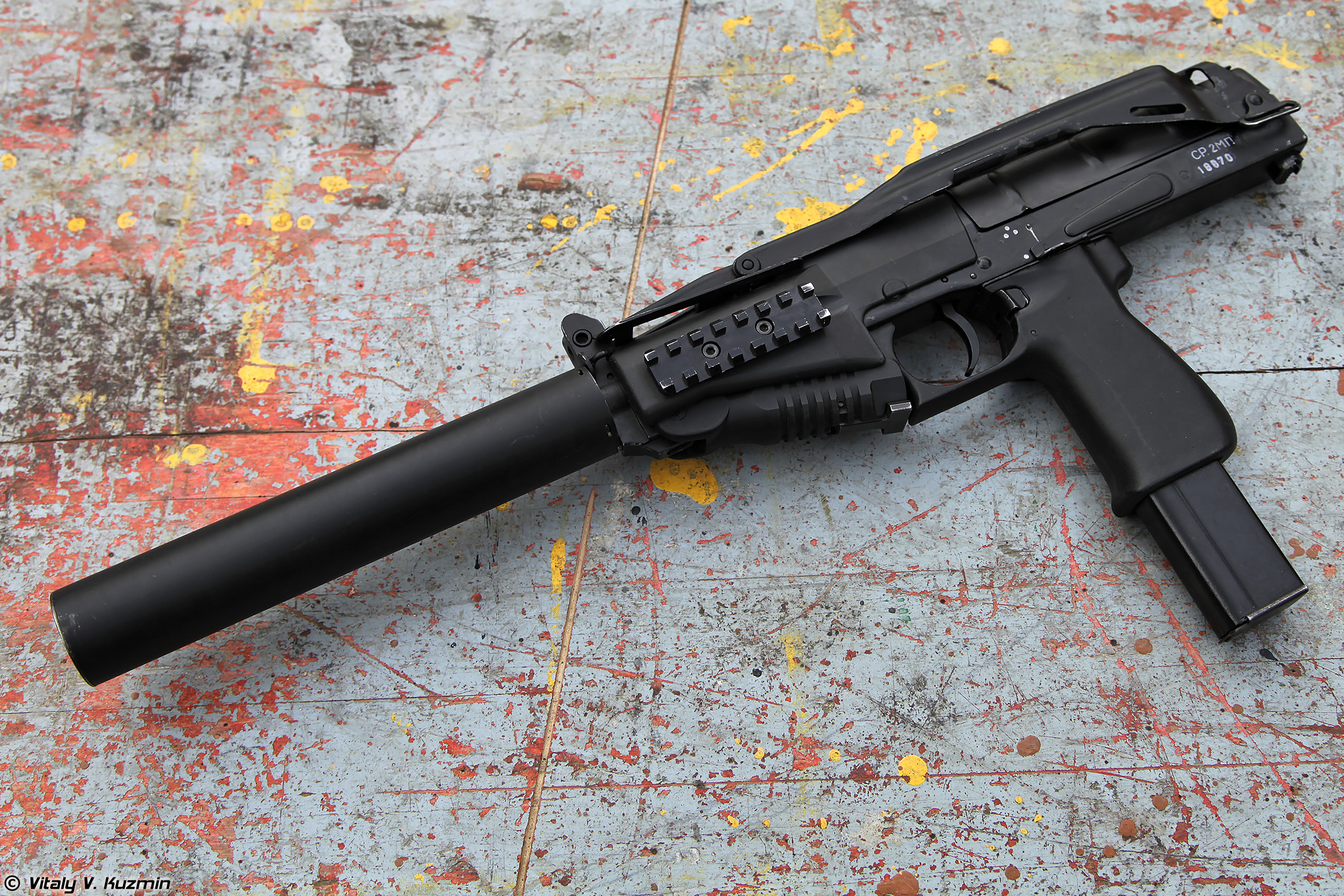
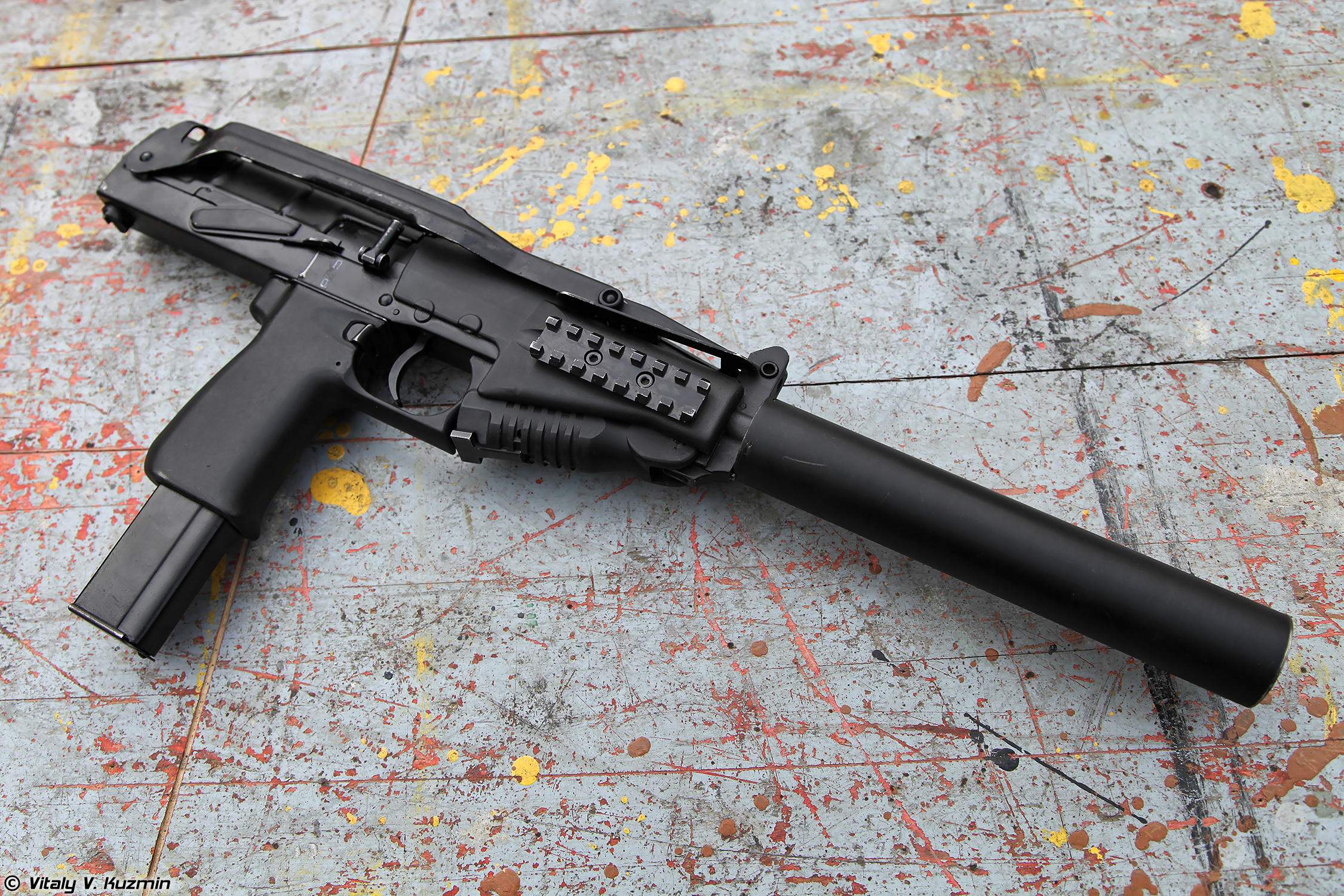
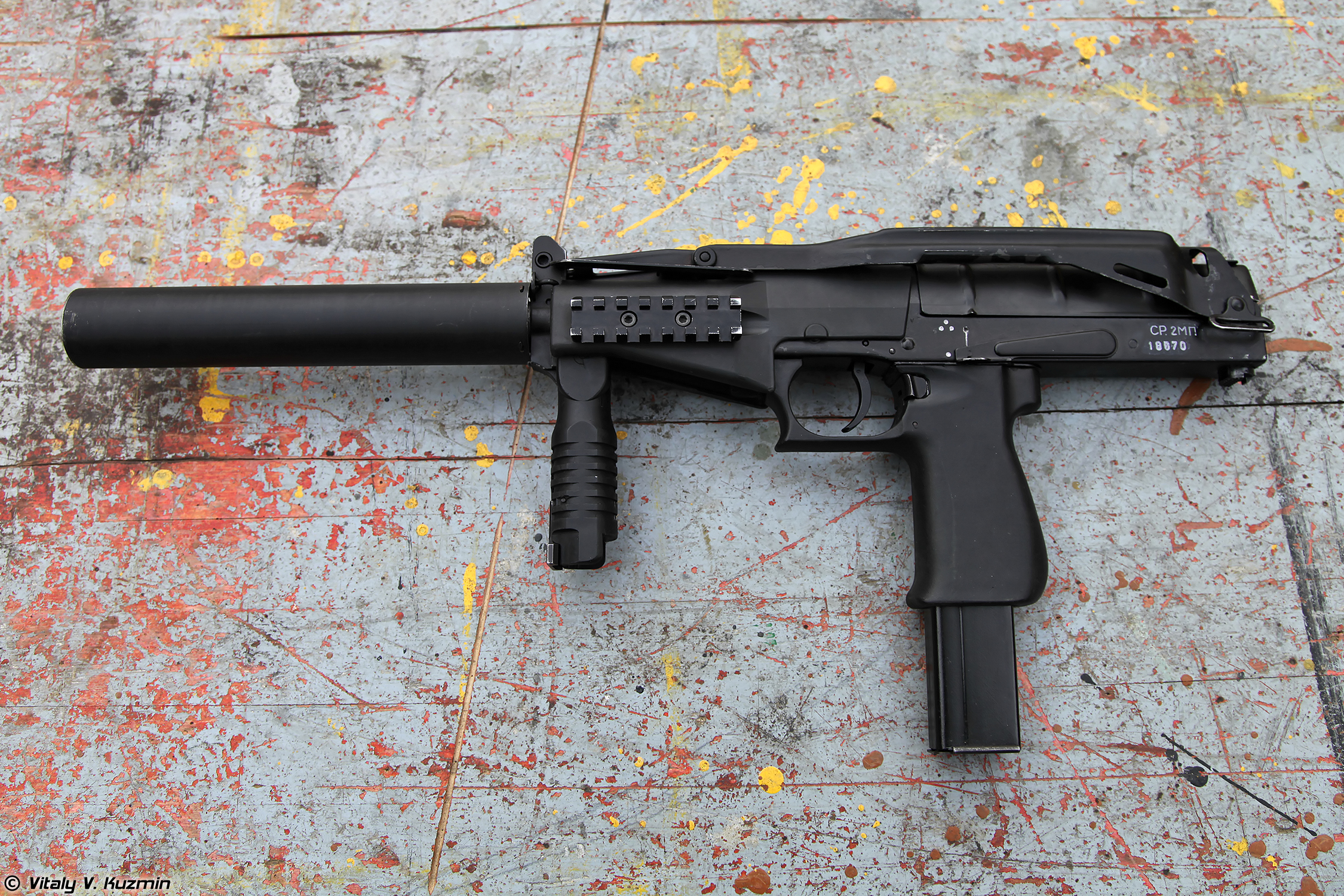
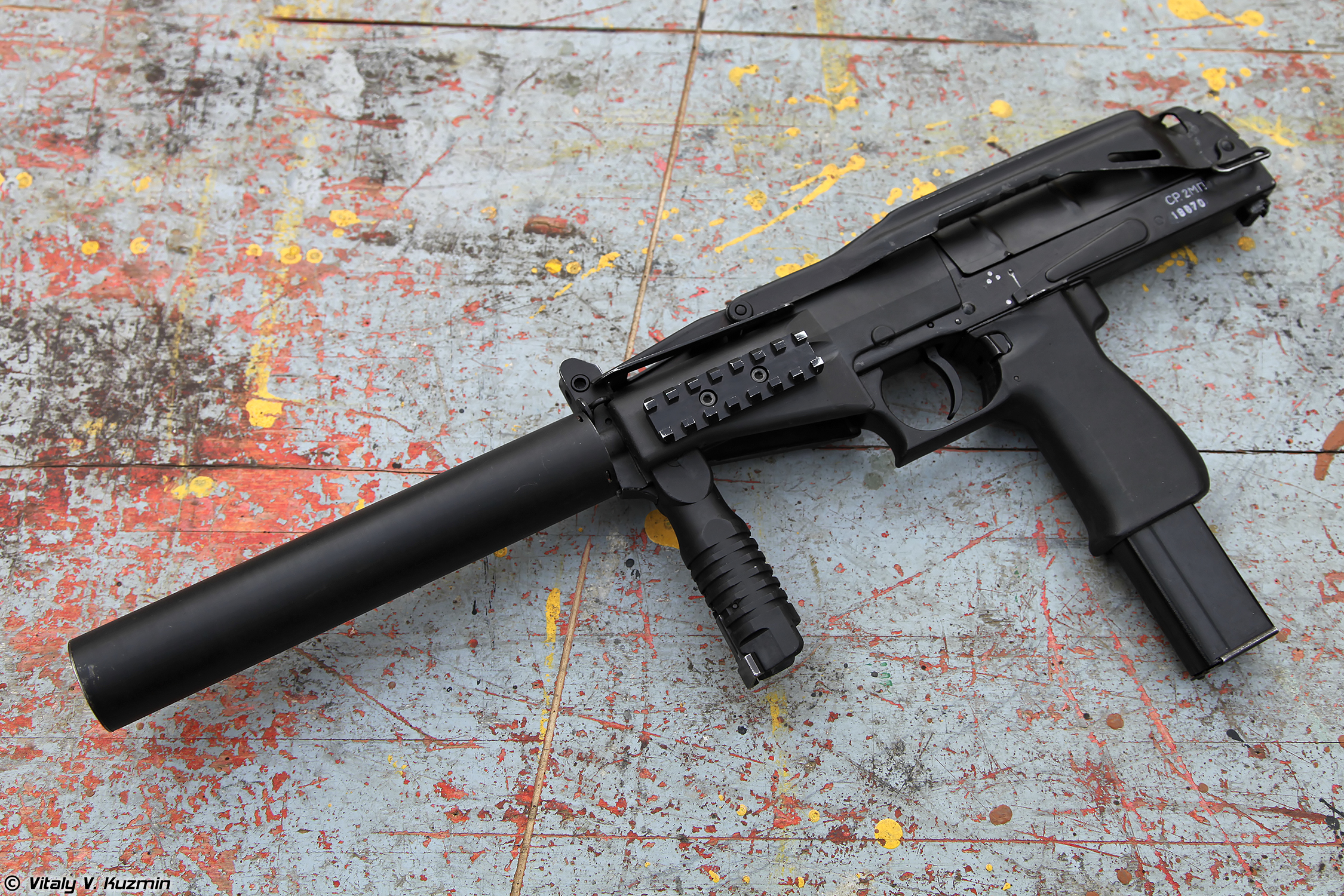
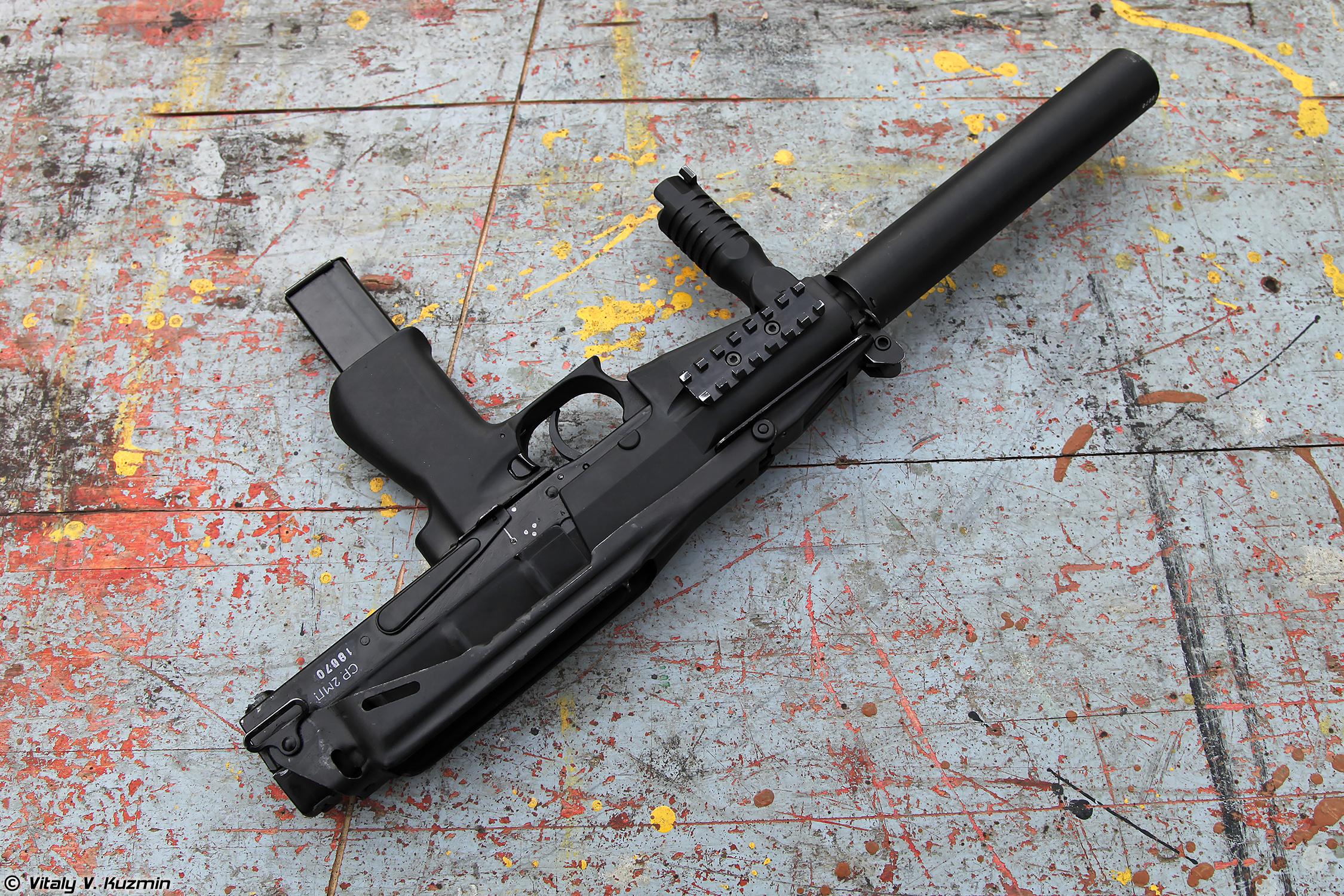
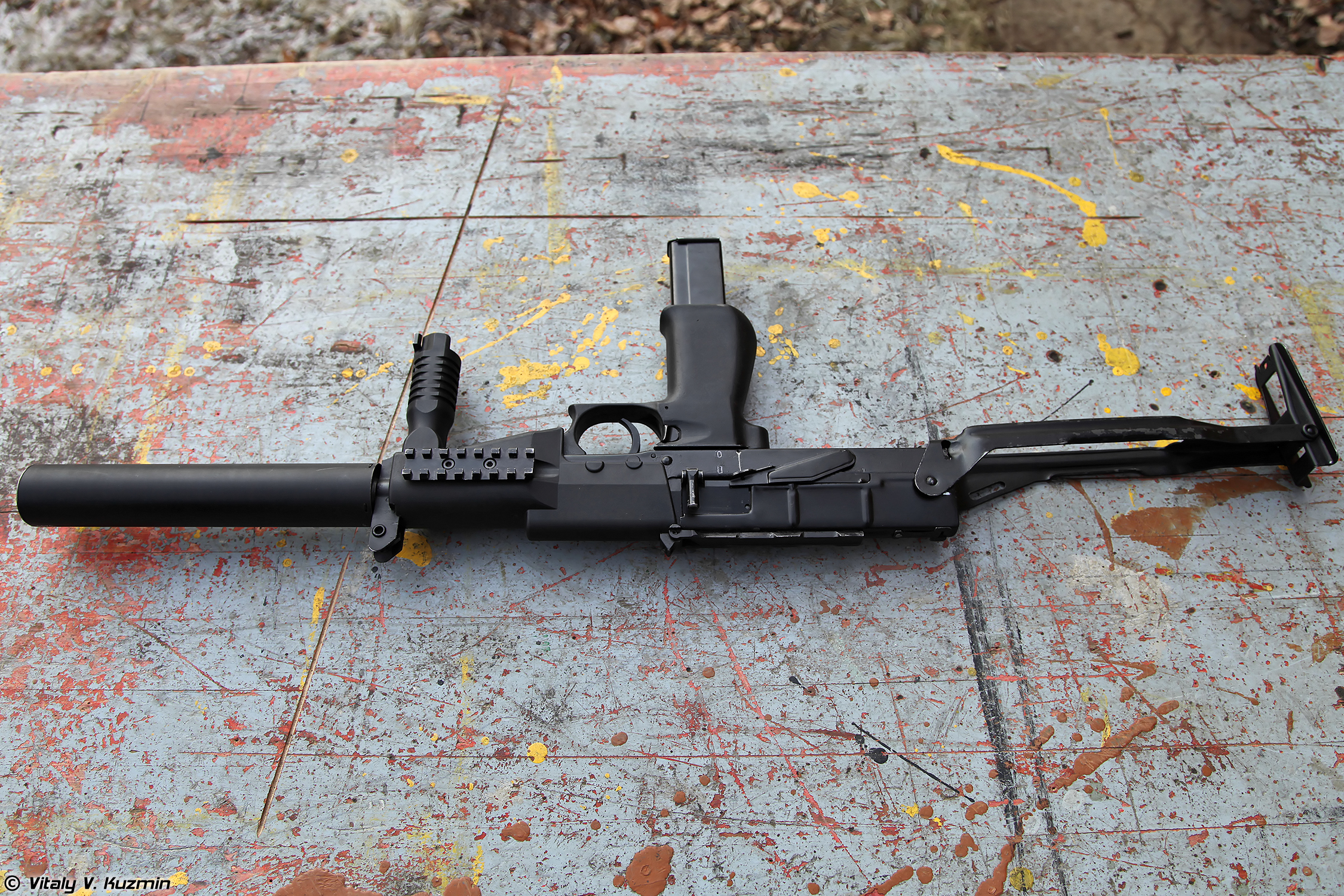
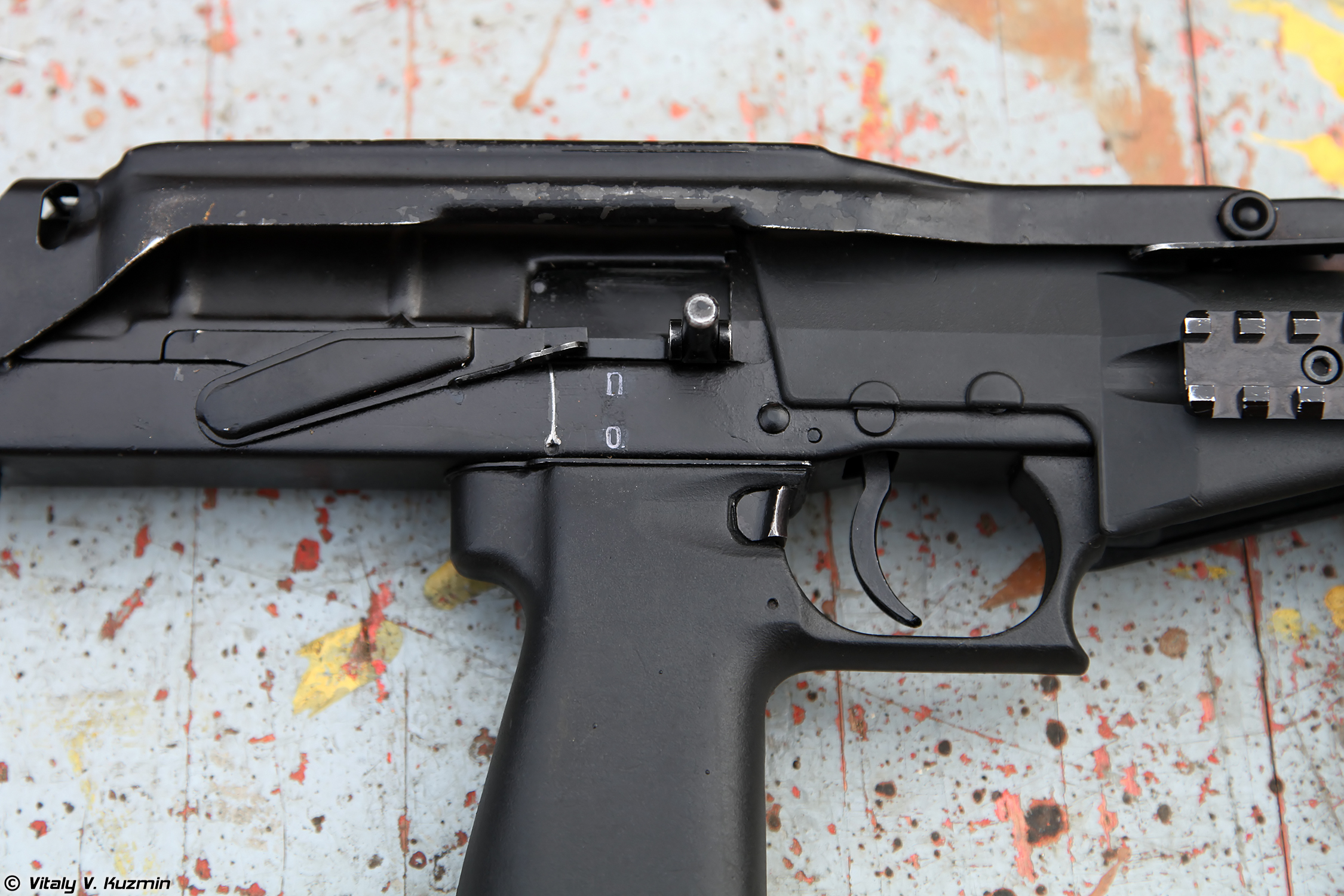